# Groot Welsden
Groot Welsden (en limbourgeois Groeët-Welsde) est un hameau située dans la commune néerlandaise d'Eijsden-Margraten, dans la province du Limbourg. Le 1er janvier 2003, le hameau comptait 160 habitants.

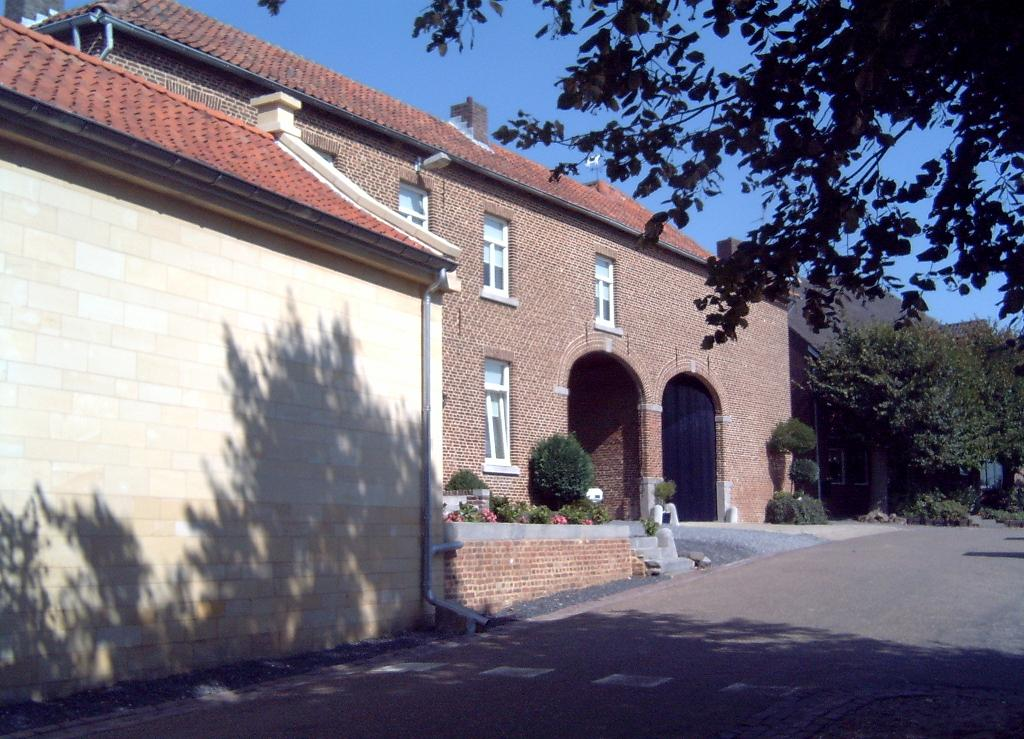
Ferme de Dreeshof, 11 Groot Welsden